# Jan Świderski (chemik)

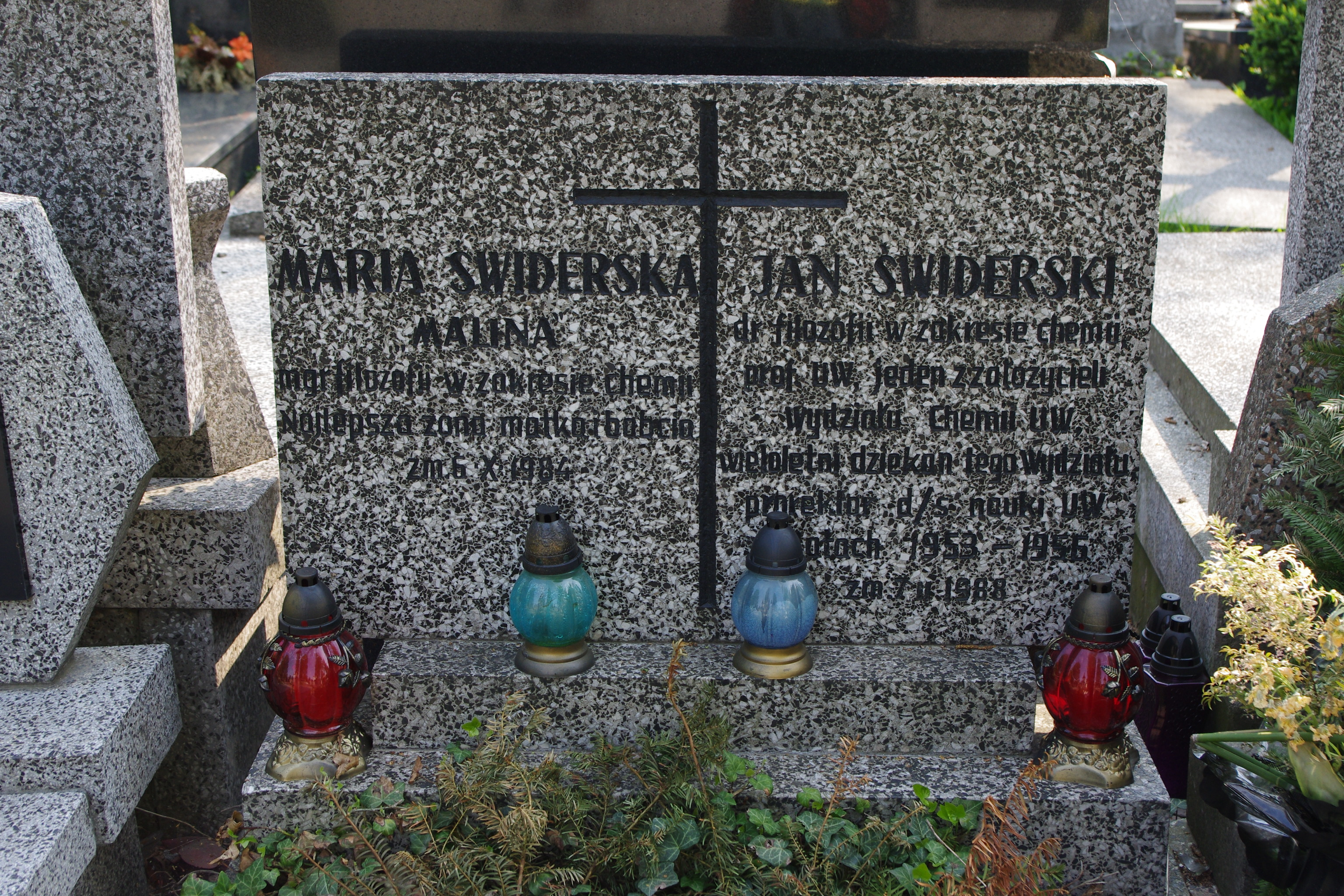
Grób chemika Jana Świderskiego na Cmentarzu ewangelicko-reformowanym w Warszawie

Jan Świderski (ur. 15 grudnia 1904 w Łowiczu, zm. 7 lutego 1988 w Warszawie) – polski chemik, prof. dr hab., badacz cukrów, substancji o działaniu fizjologicznym i barwników uczulających do emulsji fotograficznych (sensybilizatory).

## Życiorys
Jan Świderski ukończył studia chemiczne na Uniwersytecie Warszawskim w 1932 roku, w roku 1936 na tej samej uczelni uzyskał doktorat, a w roku 1945 – habilitację. Był wieloletnim pracownikiem Uniwersytetu: w latach 1945–1947 adiunktem, w 1947 roku – zastępcą profesora, a od roku 1947 profesorem nadzwyczajnym na Wydziale Farmaceutycznym i Wydziale Matematyczno-Fizyczno-Chemicznym (potem na Wydziale Chemii). Pełnił m.in. funkcję prodziekana Wydziału Matematyczno-Fizyczno-Chemicznego (1953–1954) i dziekana Wydziału Chemii (1956–1969), a w latach 1953–1956 był prorektorem uczelni. Kierował Katedrą Chemii Organicznej i Pracownią Węglowodanów. Był też pracownikiem Akademii Medycznej w Warszawie (od 1950 roku). W latach 60. był kierownikiem Katedry Chemii Organicznej Wydziału Farmacji Akademii Medycznej w Warszawie, który mieścił się na kampusie Lindleya przy ul. Oczki 3. W latach 1951–1960 pełnił obowiązki doradcy ministra zdrowia ds. nauki.
Był autorem podręczników akademickich dotyczących chemii organicznej oraz nauczycielem i wychowawcą wielu polskich chemików. Był promotorem 9 prac doktorskich (m.in. Anny Piskorskiej-Chlebowskiej) i patronował 3 przewodom habilitacyjnym. Od 1933 roku należał do Polskiego Towarzystwa Chemicznego, którego w latach 50. był wiceprezesem.

## Niektóre publikacje
- Jan Świderski, Nowsze poglądy na budowę związków chemicznych, [w:] Chemia bakteriologia farmacja stosowana i fizyka – Cykl wykładów 2 kursu uzupełniającego dla farmaceutów, t. 2, Farmaceutyczny Instytut Wydawniczy Naczelnej Izby Aptekarskiej im. Prof. Bronisława Koskowskiego, 1949. Brak numerów stron w książce
- Jan Świderski, Stefania Drabarek, Andrzej Szuchnik, Chemia organiczna, Warszawa: Państwowe Zakłady Wydawnictw Lekarskich, 1970. Brak numerów stron w książce
- Jan Świderski, Jerzy Strusiński, Andrzej Temeriusz, Podstawy chemii węglowodanów, Warszawa 1973. Brak numerów stron w książce

## Odznaczenia
- Krzyż Komandorski Orderu Odrodzenia Polski (1954)[5]
- Krzyż Oficerski Orderu Odrodzenia Polski (22 lipca 1951, za wybitną działalność naukową w dziedzinie medycyny)[6]
- Medal 10-lecia Polski Ludowej (13 stycznia 1955)[7]
- Odznaka honorowa „Za wzorową pracę w służbie zdrowia”[4]

Był też laureatem nagrody Ministra Szkolnictwa Wyższego I stopnia w 1964 roku.

## Życie rodzinne
Jan Świderski był synem Tomasza, administratora majątku rodziny Ostrowskich na Podlasiu, i Bronisławy z Bańkowskich. W 1933 roku ożenił się z Marią Modzelewską (1904–1984), również chemiczką. Mieli córkę Bożenę (ur. w 1938).
Został pochowany na cmentarzu ewangelicko-reformowanym przy ul. Żytniej w Warszawie (kwatera 14, rząd 3, grób 16).